# Co Ogma
Co Ogma (kinesiska: Cuo Womo, 错卧莫) är en sjö i Kina. Den ligger i den autonoma regionen Tibet, i den sydvästra delen av landet, omkring 410 kilometer väster om regionhuvudstaden Lhasa. Trakten runt Co Ogma består i huvudsak av gräsmarker.
Genomsnittlig årsnederbörd är 609 millimeter. Den regnigaste månaden är juli, med i genomsnitt 176 mm nederbörd, och den torraste är december, med 8 mm nederbörd.